# Gunhild Ehrenmark
Gunhild Ehrenmark, egentligen Elna Gunilla Sundelius, tidigare kallad Gunhild Ehrenmark och Gullan Ehrenmark, ogift Lidén, född 4 juni 1893 i Uppsala, död 19 oktober 1957 i Högalids församling i Stockholm, var en svensk skådespelare.
Ehrenmark var dotter till ogifta Maria Charlotta Höglund (1870–1913), men fick senare efternamnet Lidén. Hon var under 25 år verksam som skådespelare på landsorten, vid Carl Deurells och Allan Rydings Teatersällskap samt vid Casinoteatern och Tantolundens friluftsteater i Stockholm. Hon var med och grundade det kvinnliga ordenssällskapet FA-Orden och satt i dess styrelse under 17 år.
Hon var gift med skådespelaren Bertil Ehrenmark 1918–1931 och med författaren Eric Sundelius från 1931. Hon var mor till journalisten Torsten Ehrenmark och Anne Maria Ehrenmark.
Gunhild Ehrenmark är begravd på Skogskyrkogården i Stockholm.

## Filmografi
- 1923 – Janne Modig
- 1924 – Den förgyllda lergöken
- 1931 – Dantes mysterier
- 1938 – Med folket för fosterlandet
- 1941 – Lasse-Maja
- 1942 – Fallet Ingegerd Bremssen

## Teater

### Roller
| År   | Roll | Produktion                                                  | Regi             | Teater                      |
| ---- | ---- | ----------------------------------------------------------- | ---------------- | --------------------------- |
| 1922 |      | Det stora mågakriget Walter Stenström och Nanna Wallensteen | Walter Stenström | Tantolundens friluftsteater |
| 1923 |      | En vårmässa på Munkbron, revy Edvin Janse                   |                  | Casinoteatern               |
| 1928 |      | Kärlek i alla knutar Siegfried och Arthur Fischer           | Carl Nilsson     | Söders friluftsteater       |
| 1928 |      | Din eller min Anders Boman                                  |                  | Söders friluftsteater       |

### Fotnoter
1. ↑  Födelse- och dopboken för Uppsala församling
2. 1 2  ”Gunilla Ehrenmark”. Svensk Filmdatabas. http://www.sfi.se/sv/svensk-filmdatabas/Item/?type=PERSON&itemid=418502. Läst 4 mars 2013.
3. ↑  Uppsala domkyrkoförsamlings husförhörslängd 1894-1896, sid 37
4. 1 2  Dödsfallsnotis för Gunilla (Gullan) Sundelius i Dagens Nyheter torsdagen den 24 oktober 1957 s 26.
5. ↑  SvenskaGravar
6. ↑  ”Premiär i Tantolunden”. Dagens Nyheter:  s. 7. 9 juli 1922. http://arkivet.dn.se/arkivet/tidning/1922-07-09/180/7. Läst 18 mars 2016.
7. ↑  ”Teaterannons”. Dagens Nyheter:  s. 6. 12 mars 1923. http://arkivet.dn.se/arkivet/tidning/1923-03-12/69/6. Läst 28 december 2015.
8. ↑  ”Scen och Film: Söders friluftsteater”. Dagens Nyheter:  s. 11. 25 maj 1928. https://arkivet.dn.se/tidning/1928-05-25/141/11. Läst 6 augusti 2025.
9. ↑  ”Scen och Film: Söders friluftsteater”. Dagens Nyheter:  s. 11. 6 juni 1928. https://arkivet.dn.se/tidning/1928-06-06/152/11. Läst 6 augusti 2025.